# Humlekil
Humlekil är en bebyggelse söder om Arvika vid östra stranden av Glafsfjorden i Arvika kommun. Från 2020 avgränsar SCB här en småort.